# Joseph Rochefort
Joseph John Rochefort (ur. 12 maja 1900, zm. 20 lipca 1976) – amerykański żołnierz, kryptoanalityk, komandor, specjalista rozpoznania elektromagnetycznego podczas II wojny światowej, od wiosny 1941 roku kierujący komórką wywiadu radioelektronicznego „Hypo” na Hawajach.
W okresie przedwojennym, kierowana przez Rocheforta komórka wniosła wkład w złamanie japońskiego kodu JN-25, a od początku wojny na Pacyfiku, dostarczała admirałowi Chesterowi Nimitzowi kluczowych informacji o ruchach japońskich wojsk i zamiarach japońskiego dowództwa. Zasługą Rocheforta było także odkrycie japońskiego zamiaru ataku na Midway i ustalenie daty operacji MI, wbrew opozycji kierującego organizacją deszyfrażu marynarki OP-20-G w Waszyngtonie komandora Johna Redmana. Przekazane admirałowi Nimitzowi za pośrednictwem oficera wywiadu komandora podporucznika Edwina Laytona szczegóły japońskich planów, umożliwiły dowództwu amerykańskiej Floty Pacyfiku zastawienie pułapki na Kido Butai i złamanie kręgosłupa w japońskiej floty w bitwie pod Midway.
Po zwycięskiej bitwie, Rochefort został skierowany do niezwiązanej z deszyfrażem pracy w Waszyngtonie, i w 1953 roku zrezygnował z pracy w marynarce w stopniu komandora. Zmarł w 1976 roku. Po jego śmierci starania o uznanie zasług Josepha Rocheforta kontynuował Edwin Layton, który 10 lat po śmierci Rocheforta opublikował książkę wyjaśniającą rolę HYPO w bitwie pod Midway. W 1986 roku sekretarz marynarki John Lehman odznaczył Rocheforta pośmiertnie Navy Distinguished Service Medal – najwyższym odznaczeniem marynarki przyznawanym w czasie pokoju.